# Naughty Dog
 Der er for få eller ingen kildehenvisninger i denne artikel, hvilket er et problem. Du kan hjælpe ved at angive troværdige kilder til de påstande, som fremføres i artiklen.

Naughty Dog er et amerikansk firma der laver computerspil og startet af Andy Gavin og Jason Rubin i 1984, dengang hed de Jam Software, hvorefter de i 1989 skiftede navn til Naughty Dog. Hovedkontoret ligger i Santa Monica i Californien. Firmaet blev købt af Sony i 2001.
Firmaet startede ved at Gavin og Rubin producerede en række af mere eller mindre succesfulde spil, som 'Rings of Power' til Sega Mega Drive og 'Way of the Warrior' til 3DO.
Selvom spillene havde et lavt budget og ikke havde en enorm succes, var de alligevel nok til at Universal Interactive Studios blev interesseret i dem. De underskrev en kontrakt om at lave tre spil for dem. Produceren bag Sonic the Hedgehog 2, Mark Cerny, overbeviste Naughty Dog om at de burde lave et mascot-baseret platformspil, der fuldt skulle udnytte Playstations 3D-grafik.
Dette ledte til udgivelsen af Crash Bandicoot til Playstation den 31. august 1996. Naughty Dog lavede i alt 3 Crash Bandicoot-spil inden de blev købt af Sony.
Efter at have lavet det fjerde Crash Bandicoot-spil, Crash Team Racing, begyndte firmaet at arbejde på Jak and Daxter til Playstation 2.
I 2004 udmeldte Naughty Dogs studio president og co-founder, Jason Rubin, at han ville forlade firmaet.
I 2007 udgav Naughty Dog spillet Uncharted: Drakes Fortune og i 2009 udgav de Uncharted 2: Among Thieves. I 2011 udkom Uncharted 3: Drake's Deception. I 2014's udgave af Sony E3 annoncerede Naughty Dog det sidste og 4. Uncharted; Uncharted 4: A Thief's End. Det udkom i 2016
Den 14. Juni 2013 udgave Naughty Dog det andermeldteroste spil 'The Last Of Us'. Året efter, Den 14. Februar 2014 udgav Naughty Dog The Last Of Us: Left Behind, som er en ekstra del til spillet 'The Last Of Us'.
Efter flere forsinkelser udkom "The Last Of Us Part II" den 19. juni 2020. Spillet blev anmelderrost af kritikerne for gameplay, historien, skuespillerpræstationer og dialog. Den blev dog modtaget med blandede meninger blandt brugerne, specielt grundet historien, som mange mente ikke levede op til hvad de havde forventet af spillet.